# Məhəddin Allahverdiyev
Məhəddin Allahverdiyev (russisch Махяддин Исмаил оглы Аллахвердиев, Machjaddin Ismail ogly Allachwerdijew; * 8. Mai 1962 in Sumqayıt, Aserbaidschanische SSR, Sowjetunion) ist ein ehemaliger sowjetischer Ringer aserbaidschanischer Abstammung. Er war in den Jahren 1985, 1986 und 1987 Weltmeister im griechisch-römischen Stil im Papiergewicht.

## Werdegang
Məhəddin Allahverdiyev begann als Jugendlicher 1976 mit dem Ringen. Als Angehöriger der sowjetischen Sicherheitsorgane wurde er Mitglied des Sportclubs Dinamo Baku. Er rang während seiner ganzen Karriere immer im Papiergewicht, der leichtesten Gewichtsklasse, die zu seiner Zeit ihr Gewichtslimit bei 48 kg Körpergewicht hatte. Für diese Gewichtsklasse war er mit 1,62 Metern relativ groß.
In den Jahren 1981 und 1982 war er als Junior (Espoirs = bis zum 20. Lebensjahr) schon recht erfolgreich. So belegte er bei der Junioren-Weltmeisterschaft 1981 in Vancouver hinter dem US-Amerikaner Mark Fuller den 2. Platz und ließ dabei mit Bratan Zenow, Bulgarien, Bernd Scherer, BRD, Vincenzo Maenza, Italien u. Lars Rønningen, Norwegen Ringer hinter sich, mit denen er es in den nächsten Jahren auch bei den Senioren ständig zu tun hatte. Bei der Junioren-Europameisterschaft 1982 in Leipzig belegte er hinter Markus Scherer, BRD und Bratan Zenow den 3. Platz.
Məhəddin Allahverdiyev hatte in der Sowjetunion in seiner Gewichtsklasse harte Konkurrenz. Es seien hier die Namen Timor Taimuras Kasaraschwili, Wassili Anikin, Iwan Samtajew und Sergei Suworow genannt. Umso beachtlicher ist, dass er in den Jahren bis 1988 zu häufigen Einsätzen für die Sowjetunion bei den internationalen Meisterschaften kam. Diese Häufigkeit ist natürlich seinen Erfolgen zu danken, die er in dieser Zeit erzielte. Es begann mit dem Titelgewinn bei der Europameisterschaft 1984 in Jönköping. Es siegte dort im Papiergewicht über Andreas Klimmt aus der DDR, Salih Bora, Türkei, Pekka Tanner, Finnland, Vincenzo Maenza u. Orze Orzew aus Bulgarien. Zu olympischen Ehren kam er im Jahre 1984 noch nicht, weil die Sowjetunion die Olympischen Spiele dieses Jahres in Los Angeles boykottierte.
In den Jahren 1985 bis 1987 wurde Məhəddin Allahverdiyev regelmäßig bei den Weltmeisterschaften eingesetzt, während bei den Europameisterschaften einer der oben genannten sowjetischen Ringer an den Start ging. Bei der Weltmeisterschaft 1985 in Kolbotn, einem Vorort von Oslo, gewann er seinen ersten Weltmeistertitel. Im Finale bezwang er dabei den Weltmeister von 1983 Bratan Zenow aus Bulgarien. Den zweiten Weltmeistertitel gewann er bei der Weltmeisterschaft 1986 in Budapest, wobei er im Finale wiederum Bratan Zenow besiegte. Im Jahre 1987 gewann Magyatdin Allachwerdijew in Clermont-Ferrand schließlich den dritten Weltmeistertitel in Folge. Hier schlug er im Finale Vincenzo Maenza, der schon 1981 bei der Junioren-Weltmeisterschaft einer seiner Konkurrenten war.
Auf Grund dieser Erfolge startete Məhəddin Allahverdiyev bei den Olympischen Spielen 1988 in Seoul natürlich als Favorit im Papiergewicht. Zur Überraschung der gesamten Ringerwelt verlor er aber im Finale seines Pools gegen den Polen Andrzej Głąb ziemlich deutlich mit 5:10 techn. Punkten und konnte deshalb nur mehr um die Bronzemedaille kämpfen. Er traf in diesem Kampf auf Bratan Zenow, gegen den er dieses Mal aber verlor und deshalb mit dem medaillenlosen 4. Rang zufrieden sein musste. Olympiasieger wurde Vincenzo Maenza.
Nach den Olympischen Spielen 1988 war Məhəddin Allahverdiyev bei keiner internationalen Meisterschaft mehr am Start. Über seinen weiteren Lebensweg ist nichts bekannt.

## Internationale Erfolge
| Jahr | Platz | Wettbewerb                                                   | Gewichtsklasse | |
| 1981 | 2.    | Junioren-WM (Espoirs) in Vancouver                           | Papier         | hinter Mark Fuller, USA, vor Bratan Zenow, Bulgarien, Bernd Scherer, BRD, Vincenzo Maenza, Italien u. Lars Rønningen, Norwegen |
| 1982 | 3.    | Junioren-EM (Espoirs) in Leipzig                             | Papier         | hinter Markus Scherer, BRD u. Bratan Zenow                                                                                     |
| 1983 | 3.    | Turnier in Västerås                                          | Papier         | hinter Wassili Anikin, UdSSR u. Csaba Vadász, Ungarn                                                                           |
| 1984 | 1.    | EM in Jönköping                                              | Papier         | mit Siegen über Andreas Klimmt, DDR, Salih Bora, Türkei, Pekka Tanner, Finnland, Vincenzo Maenza und Orze Orzew, Bulgarien     |
| 1984 | 1.    | Welt-Cup in Seinäjoki/Finnland                               | Papier         | vor T.J. Jones, USA u. Ebina, Japan                                                                                            |
| 1985 | 1.    | Großer Preis der Bundesrepublik Deutschland in Aschaffenburg | Papier         | vor Ikuzo Saito, Japan, Ciminello, USA, Bernd Scherer und Markus Scherer, bde. BRD                                             |
| 1985 | 1.    | WM in Kolbotn                                                | Papier         | vor Bratan Zenow, Csaba Vadász, Raynaldo J. Verona, Kuba, Zeke Jones u. Markus Scherer                                         |
| 1986 | 1.    | WM in Budapest                                               | Papier         | vor Bratan Zenow, Raynaldo Jimenez, Kuba, Lars Rønningen u. Andrzej Głąb, Polen                                                |
| 1987 | 1.    | WM in Clermont-Ferrand                                       | Papier         | vor Vincenzo Maenza, Lars Rønningen, Andrzej Głąb u. Bratan Zenow                                                              |
| 1987 | 6.    | FILA-Grand-Prix-Gala in Budapest                             | Papier         | hinter Vincenzo Maenza, Bratan Zenow, Andrzej Głąb, Markus Scherer u. Reynaldo Jimenez                                         |
| 1987 | 1.    | Weltcup in Albany/USA                                        | Papier         | vor Wilber Sánchez, Kuba, Lewis Dorrance, USA u. Masanori Ohashi, Japan                                                        |
| 1988 | 4.    | OS in Seoul                                                  | Papier         | hinter Vincenzo Maenza, Andrzej Głąb u. Bratan Zenow, vor Khaled Al-Faraj, Syrien u. Markus Scherer                            |

Anm.: alle Wettbewerbe im griechisch-römischen Stil, OS = Olympische Spiele, WM = Weltmeisterschaft, EM = Europameisterschaft, Papiergewicht, damals bis 48 kg Körpergewicht